# Swagger-Coat

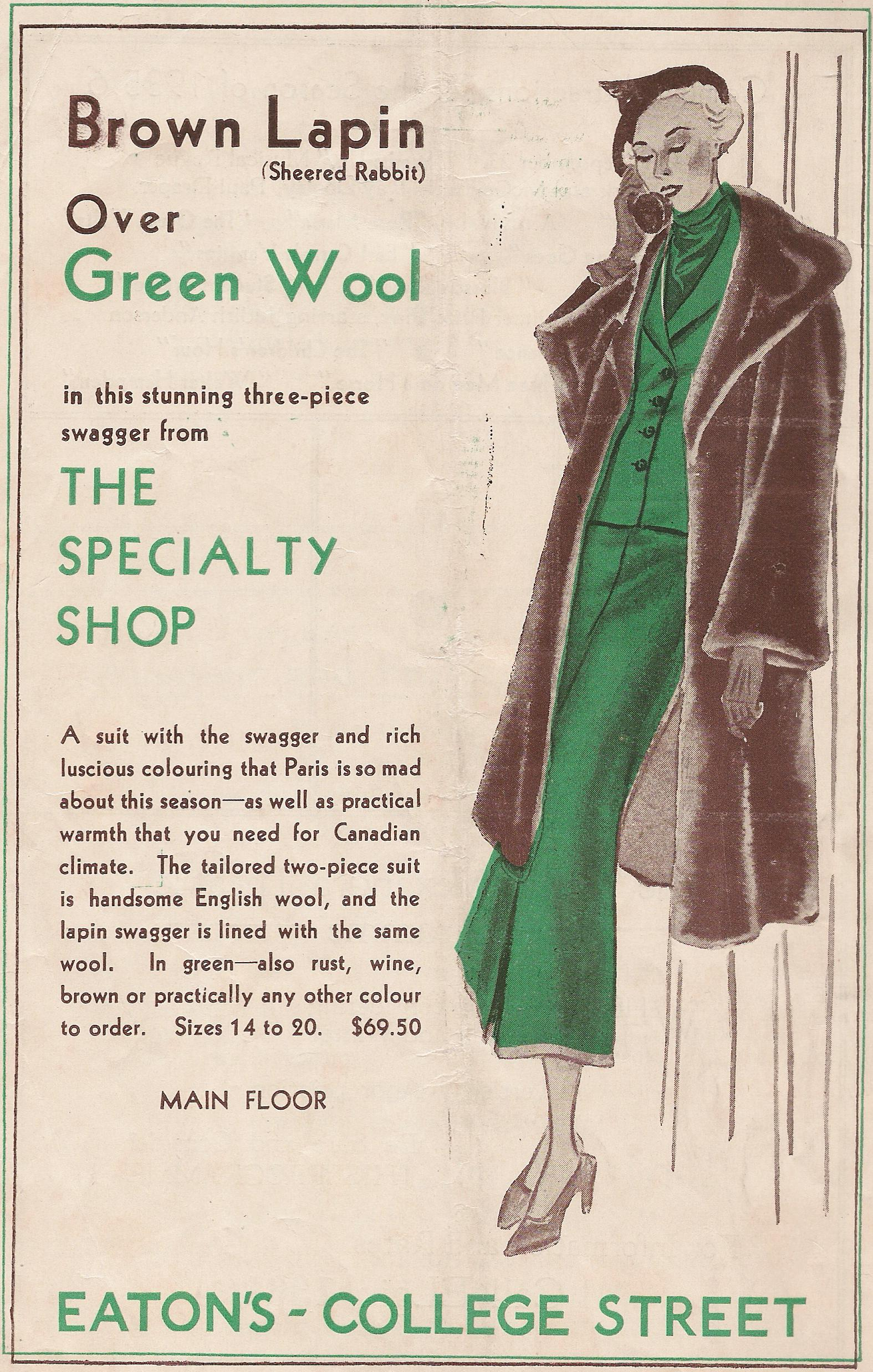
Als „Swagger“ angebotener Mantel, „nach dem Paris in diesem Jahr so verrückt ist“ (Kaninmantel, Eaton's College Street, Toronto, Kanada, 1935)

Der Swagger-Coat (engl., etwa „Promenier“- oder „Flanier-Mantel“) ist ein dreiviertel- oder siebenachtel langer Damenmantel aus Stoff oder Pelz, der unter dieser Bezeichnung zuerst in der Mode Anfang der 1930er Jahre auftauchte.
Die in den USA entstandene Form wurde von der Pariser Konfektion aufgenommen und verbreitete sich von hier aus unter dem Begriff auch in der übrigen europäischen Damenmode.
Der Mantel war lose fallend bis zeltförmig, anfangs ungegürtelt. Oft gehörten um die Zeit der Entstehung Raglanärmel dazu, jedoch ohne die damals häufigen Schulterpuffungen, ebenso großzügige, sportliche Kragen mit Schneiderrevers. Für die Pelzmode wurde es als ungewöhnlich empfunden, dass eine Modeneuheit wie der Swagger anfangs aus einem Billigmaterial (Kaninfell) gearbeitet wurde. Nach dem großen Erfolg wurden sehr bald auch Mäntel in hochwertigeren, dafür geeigneten Fellarten angeboten, wie Kidskin (Zickelfell) und Bisam.
Eine Pelzfachzeitschrift berichtete 1935 von einem neuen Typ Swaggermantel, neben der weiter bestehenden Modelinie, „bei dem der Swagger nicht direkt von den Schultern herunterhängt, sondern geradlinig und eckig bis zur Hüfte heruntergeht und von dort ab sich glockenartig weitet“. Im selben Jahr schrieb man dort über eine Pelzmodenschau des bedeutenden Pariser Modehauses Revillon Frères:

„Die Kollektion enthält viele knielange Swaggers mit weit abstehendem Rücken, bei denen entweder eine eingelegte Falte in der Mitte des Rückens oder ein Sattel angebracht ist. Bei einem Swagger aus goldfarbenem Alaska-Seal war der Rücken rund geschnitten, das Modell im übrigen kragenlos, von den schmalen vorderen Revers abgesehen. Viele Swaggers haben Ledergürtel und aufgesetzte Pelztaschen, uniformartige Revers oder Matrosenkragen, oft auch ganz enge Ärmel.“

## Belege
1. ↑  www.etymonline.com: swag (n.); swagger (v.). Abgerufen am 29. August 2015.
2. 1 2 3 4  
Redaktion: „Swagger“-Pelzmäntel. In: Die Pelzkonfektion Nr. 22, Beiblatt von Der Rauchwarenmarkt, 29. Oktober 1932.
3. ↑  www.collinsdictionary.com: swagger-coat. Abgerufen am 25. August 2015.
4. ↑  Redaktion: Swagger-Coats-Pelzmäntel aus Edelfellen. In: Die Pelzkonfektion Nr. 23, Beiblatt von: Der Rauchwarenmarkt, 12. November 1932.
5. ↑  Redaktion: „Stromlinien“-Pelzmäntel. In: Die Pelzkonfektion Nr. 9, Beiblatt von: Der Rauchwarenmarkt, 11. Mai 1935.
6. ↑  Redaktion: Pelzmodelle auf Modeschauen. Die Pelzkonfektion Nr. 19, Beiblatt von: Der Rauchwarenmarkt Nr. 80, Leipzig, 12. Oktober 1935.